# Turkey (Carolina del Nord)
Turkey és una població dels Estats Units a l'estat de Carolina del Nord. Segons el cens del 2000 tenia 262 habitants.

## Demografia
Segons el cens del 2000, Turkey tenia 262 habitants, 93 habitatges i 70 famílies. La densitat de població era de 252,9 habitants per km².
Dels 93 habitatges en un 31,2% hi vivien nens de menys de 18 anys, en un 64,5% hi vivien parelles casades, en un 9,7% dones solteres, i en un 24,7% no eren unitats familiars. En el 22,6% dels habitatges hi vivien persones soles el 15,1% de les quals corresponia a persones de 65 anys o més que vivien soles. El nombre mitjà de persones vivint en cada habitatge era de 2,82 i el nombre mitjà de persones que vivien en cada família era de 3,34.
Per edats la població es repartia de la següent manera: un 27,5% tenia menys de 18 anys, un 6,1% entre 18 i 24, un 26,7% entre 25 i 44, un 21,4% de 45 a 60 i un 18,3% 65 anys o més.
L'edat mediana era de 38 anys. Per cada 100 dones de 18 o més anys hi havia 86,3 homes.
La renda mediana per habitatge era de 19.107 $ i la renda mediana per família de 23.125 $. Els homes tenien una renda mediana de 35.313 $ mentre que les dones 21.875 $. La renda per capita de la població era de 10.622 $. Entorn del 25,8% de les famílies i el 35% de la població estaven per davall del llindar de pobresa.

## Poblacions més properes
El següent diagrama mostra les poblacions més properes.